# 久多の花笠踊
久多の花笠踊（くたのはながさおどり）は、京都市左京区久多で、毎年8月24日に行われる民俗芸能である。

## 概要
保存団体：久多花笠踊保存会
5月5日の午（うま）まつりに、志古淵（しこぶち）神社にかけた祈願の願（がん）ばらしとして行われる風流（ふりゅう）の燈籠踊り。久多の５か町それぞれに花宿を定め、8月14日から村の男性が集って精巧な造花を作る。8月24日の晩、上（かみ）の宮神社から大川神社を経て志古淵神社に練りこむ。志古淵神社では、先番3曲、後番4曲の計7曲が披露され、上組（かみぐみ：上の町と中の町）と下組（しもぐみ：下の町と宮の町と川合町）が毎年交互につとめる。
歌は、室町小歌の流れを汲むもので、上組と下組あわせて130番余りの歌の詞章が残されている。
国指定重要無形民俗文化財「久多の花笠踊」1997年（平成9年）12月15日指定